# Anni Steuer
Anni Steuer (som gift Anni Ludewig), född 12 februari 1913 i Metz, död i slutet av 1990-talet, var en tysk friidrottare.
Steuer blev olympisk silvermedaljör på 80 meter häck  vid sommarspelen 1936 i Berlin.